# Broken Lines
Broken Lines ist das erste Studioalbum der US-amerikanischen Hard-Rock-Band Giraffe Tongue Orchestra. Das Album erschien am 23. September 2016 über Party Smasher Inc.

## Entstehung
Die Gitarristen Ben Weinman (The Dillinger Escape Plan) und Brent Hinds (Mastodon) arbeiteten bereits seit 2011 gemeinsame Musik schrieben entschlossen sich die Musiker Anfang 2015, ein Album aufzunehmen. Zusammen mit dem Bassisten Eric Avery (Jane’s Addiction) und dem Schlagzeuger Jon Theodore (The Mars Volta) begannen Anfang 2015 die Aufnahmen. Avery und Theodore verließen im März 2015 die Band wieder, wobei Theodore wegen seines Engagements bei der Band Queens of the Stone Age keine Zeit mehr für Giraffe Tongue Orchestra hatte. Sie wurden durch Pete Griffin (Dethklok) bzw. Thomas Pridgen (The Mars Volta) ersetzt.
Einen festen Sänger hatte die Band anfangs nicht. Zuerst wollten die Musiker mit William DuVall (Alice in Chains) arbeiten, der aber aus Zeitmangel absagen musste. Daraufhin arbeiteten Giraffe Tongue Orchestra zeitweilig mit der Schauspielerin Juliette Lewis. Die Aufnahmen fanden in mehreren verschiedenen Abschnitten statt. Teilweise nahmen Hinds und Weinman während einer gemeinsamen Tournee instrumentale Versionen der Lieder im Tourbus auf. Schließlich schloss sich William DuVall als Sänger der Band an und wurde im Februar 2016 als festes Bandmitglied vorgestellt. Für die Texte musste DuVall aufgrund der komplexen Musik seine bisherige Arbeitsweise über Bord werfen.

„Ich mochte die Herausforderung. Es war manchmal schwierig für mich, passende Vocals zu finden. Oft mussten ein seltsamer Takt und das Versmaß auf einen Nenner gebracht werden. Die Regeln des Hard Rock funktionieren da nicht.“

Die größte Schwierigkeit hatte DuVall bei dem Lied Blood Moon, zu dem er lange Zeit keinen Einstieg fand. Schließlich tankte er sein Auto voll und fuhr eine Stunde umher, um eine passende Textidee zu finden. Das Schreiben der Texte verglich er mit dem Schreiben eines Films wegen der vielen Stimmungsschwankungen innerhalb der einzelnen Lieder. Produziert wurde das Album von der Band und Steve Evetts. Als Gastmusiker wirken Jon Theodore als Schlagzeuger bei zwei Liedern sowie Juliette Lewis mit, die bei dem Lied Back to the Light Hintergrundgesänge beisteuerte. Für die Lieder Crucifixion und Blood Moon wurden Musikvideos gedreht.

## Hintergrund
Die Texte auf Broken Lines reflektieren laut William DuVall das derzeitige politische Klima in den Vereinigten Staaten, das ihm große Sorgen bereitet. Dabei bezieht er sich insbesondere auf die Präsidentschaftskandidatur von Donald Trump, der laut DuVall eine „üble Saat von Gedanken hinterlassen würde“, selbst wenn Trump die Wahl verlieren sollte. Rassismus würde wieder „auf der Agenda stehen“ und Trump würde Millionen frustrierte Menschen hinter sich bringen.
Das Musikvideo für das Lied Crucifixion zeigt viele historische Bilder, darunter auch solche von Hinrichtungen. Die Grundaussage des Videos ist laut DuVall, dass Menschen anderen Menschen schlimme Dinge antun können, wenn man sie lässt. Er bezieht sich weiterhin auf gesellschaftliche Radikalisierungen, die man in vielen Ländern beobachten könne.

„Mit meiner Stimme will ich sagen: Wehret den Anfängen, sonst wird das nicht gut gehen. Die Vergangenheit beweist es.“

Ebenfalls im Video wird Donald Trump zu Adolf Hitler assimiliert. Die Inspiration für das Lied Blood Moon holte sich William DuVall an einer Tankstelle, wo er ein junges Paar sah, das sich umarmte. Das Grundthema des Albums ist die Hoffnung und die Erkenntnis, dass ein Mensch seine eigene Kraft sieht, auch wenn die Umstände erdrückend sind.

## Rezeption
Laut Matthias Weckmann vom deutschen Magazin Metal Hammer würden Giraffe Tongue Orchestra die Konkurrenz der Superstarbands „meilenweit hinter sich lassen“. Die „stilistische Unübersichtlichkeit wäre das Großartige“ an dem Debüt, da „der Wahnsinn Methode hat, aber vom Sänger William DuVall mit seinem sagenhaften Gesang auf Linie gebracht wird“. Das Album bietet „Hörspaß, schöpferische Explosionen und unkonventionelles Songwriting“ und wurde von Weckmann mit sechs von sieben Punkten bewertet. Ronny Bittner lobte die „bunte Stilvielfalt“. Sänger William DuVall könne hier „all seine Trümpfe ausspielen, während er bei seiner Hauptband Alice in Chains oft hinter Jerry Cantrell zurückstecken müsse“. Broken Lines wäre „ein starkes Album, das eindrucksvoll unter Beweis stellt, dass Rockmusik auch heute noch innovativ und relevent sein kann“. Bittner vergab 8,5 von zehn Punkten. Für Toby Schaper vom deutschen Magazin Visions „halten sich auf dem Album Pop und Wahnsinn die Waage“. Sänger William DuVall würde „den instrumentalen Wahnsinn jederzeit mit nachvollziehbaren Gesangslinien im Zaum halten“. Die Musik würde „sowohl als instrumentale Lehrstücke zum Staunen als auch als Refrain-origierter Alternative Rock für große Hallen funktionieren“. Schaper bewertete Broken Lines mit acht von zwölf Punkten.
Das Album stieg auf Platz 89 der Schweizer Albumcharts ein.